# Maria Bartola
Maria Bartola va ser una dona asteca del segle xvi i és coneguda com la primera historiadora de Mèxic.
Moctezuma II, màxim responsable de l'Imperi asteca abans de l'arribada dels conquistadors espanyols, va tenir un germà que es deia Cuitláhuac. Quan Moctezuma II morir a les batalles en contra Hernán Cortés, Cuitláhuac esdevingué el seu successor. Cuitláhuac va morir poc després d'assumir el seu mandat. La seva filla Maria Bartola, batejada cristiana pels espanyols, va viure un període violent del setge espanyol de la capital asteca, Tenochtitlán.
A través de la seva experiència durant aquest setge, de vegades en el camp de batalla, “va començar a escriure una història del seu temps”. Malauradament, el seu text no ha sobreviscut perquè els espanyols el van cremar. És gràcies a historiador Fernando de Alva Ixtlilxóchitl que sabem alguna cosa de la seva feina i d'ella mateixa.